# Kanton Menton
Het kanton Menton is een Frans kanton in het departement Alpes-Maritimes rond de stad Menton. Het kanton maakt deel uit van het arrondissement Nice.

## Geschiedenis
In 1994 werd het toenmalige kanton Menton gesplitst in de kantons Menton-Est en Menton-Ouest. Bij de herindeling van de kantons door het decreet van 24 februari 2014, met uitwerking op 22 maart 2015, werden de beide kantons samen met de gemeenten Castillon van het op diezelfde dat opgeheven kanton Sospel samengevoegd in het huidige kanton.

## Gemeenten
Het kanton Menton omvat de volgende gemeenten:
- Castellar
- Castillon
- Gorbio
- Mentone
- Roquebrune-Cap-Martin
- Sainte-Agnès